# Südlicher Staatsforst Langheim
Südlicher Staatsforst Langheim este o arie protejată (arie specială de conservare — SAC, sit de importanță comunitară — SCI) din Germania întinsă pe o suprafață de 185,25 ha, integral pe uscat.

## Localizare
Centrul sitului Südlicher Staatsforst Langheim este situat la coordonatele 50°06′52″N 11°07′15″E / 50.1144°N 11.1208°E.

## Înființare
Situl Südlicher Staatsforst Langheim a fost declarat sit de importanță comunitară în noiembrie 2004 pentru a proteja 2 specii de animale. Situl a fost protejat și ca arie specială de conservare în aprilie 2016.

## Biodiversitate
Situată în ecoregiunea continentală, aria protejată conține 4 habitate naturale: Păduri de fag Luzulo-Fagetum, Păduri de fag Asperulo-Fagetum, Păduri de stejar sau de stejar și carpen sub-atlantice și medio-europene de Carpinion betuli, Păduri aluvionare cu Alnus glutinosa și Fraxinus excelsior (Alno-Padion, Alnion incanae, Salicion albae).
La baza desemnării sitului se află mai multe specii protejate de  nevertebrate (2): Austropotamobius torrentium, rădașcă (Lucanus cervus).